# Orós
Orós là một đô thị thuộc bang Ceará, Brasil. Đô thị này có diện tích 576,269 km², dân số năm 2007 là 20762 người, mật độ 36,03 người/km².